# Grlovnica
Grlovnica (na nekim topografskim kartama Grovnica) je rijeka u Bosni i Hercegovini.
Desna je pritoka Lašve, lijeve pritoke Bosne. Izvire u podnožju Radovan-planine, a u Lašvu se ulijeva sjeverozapadno od Gladnika. Obuhvaća porječje od 158,58 km2 najvećim dijelom u općini Novi Travnik.
Veće su joj pritoke Rijeka (Jaglenica), Trenica i Pavlovički potok.